# Line Jørgensen
Pour les articles homonymes, voir Jørgensen.
Line Anna Ryborg Jørgensen Myers, née le 31 décembre 1989 à Hvidovre au Danemark, est une handballeuse internationale danoise évoluant au poste d'arrière droite.
Avec l'équipe du Danemark, elle participe notamment au championnat d'Europe 2010 où qu'elle termine à la quatrième place.

## Biographie
À l'intersaison 2015, elle quitte FC Midtjylland pour rejoindre le CSM Bucarest. Dès la première saison, elle remporte le triplé Ligue des champions-championnat de Roumanie-coupe de Roumanie avec sa nouvelle équipe, exploit d'autant plus remarquable qu'il s'agissait de la première participation du CSM Bucarest en Ligue des champions. Muette en finale de la compétition européenne, elle inscrit néanmoins 38 buts durant le tournoi et termine quatrième meilleure marqueuse de son équipe. 

## Palmarès

### En club
compétitions internationales
- vainqueur de la Ligue des champions (C1) en 2016 avec (CSM Bucarest)
- vainqueur de la coupe des vainqueurs de coupe (C2) en 2015 (avec le FC Midtjylland)
- vainqueur de la Coupe de l'EHF (C3) en 2011 (avec le FC Midtjylland)
- finaliste de la Coupe de l'EHF (C3) en 2019 (avec Team Esbjerg)

compétitions nationales
- championne de Roumanie en 2016, 2017 et 2018 (avec CSM Bucarest)
- championne du Danemark en 2011, 2013 et 2015 (avec le FC Midtjylland) et 2019, 2020 (avec Team Esbjerg)
- vainqueur de la coupe de Roumanie en 2016, 2017 et 2018 (avec CSM Bucarest)
- vainqueur de la Coupe du Danemark en 2018, 2022(avec Team Esbjerg)

### En sélection
championnats du monde
- 3e du championnat du monde en 2013[6]

autres
- vainqueur du championnat d'Europe junior en 2007[7]
- vainqueur du championnat du monde jeunes en 2006

### Récompenses individuelles
- élue meilleure arrière droite du championnat du monde 2011[8]